# Distrito de San Antonio de Chaclla
El distrito de San Antonio es uno de los treinta y dos distritos de la provincia de Huarochirí, en el departamento de Lima, en el Perú. Limita al norte, con los distritos de Santa Rosa de Quives y Arahuay, ambos pertenecientes a la provincia de Canta; al este, con los distritos de Huachupampa, San Pedro de Casta y Santa Eulalia; al sur, con el distrito de Lurigancho-Chosica, provincia de Lima; y al oeste, con los distritos de San Juan de Lurigancho y Carabayllo, ambos pertenecientes a la provincia de Lima.
Históricamente, el distrito es conocido como San Antonio de Chaclla desde la fundación del pueblo de Chaclla, situado a 3420 m.s.n.m, en la cuenca alta del río Santa Eulalia. Dentro de la división eclesiástica de la Iglesia Católica del Perú, pertenece a la Vicaría IV de la Diócesis de Chosica

## Historia
El distrito fue creado mediante Decreto Ley N.° 10161 del 5 de enero de 1945, en el primer gobierno del presidente, Manuel Prado Ugarteche.

## Geografía
Abarca una superficie de 563,59 km² y una población de 37961 habitantes según RENIEC.

## Hitos urbanos
En su territorio se encuentran zonas de conflicto limítrofe con algunos distritos de la provincia de Lima, como: Los anexos 4 (final de la avenida Los Jardines Este), 22 (más allá de Montenegro) y 2 (cerros de Campoy y parte de Huachipa) de la comunidad campesina de Jicamarca, zonas en litigio con el distrito de San Juan de Lurigancho. Asimismo, se encuentra el anexo 8 (Huachipa), zona en conflicto con el distrito de Lurigancho-Chosica; y el anexo 11 (Torreblanca y Caballero) zona disputada con el distrito de Carabayllo. 
Su capital de facto es el anexo 8 de Jicamarca. En función que la Comunidad campesina de Jicamarca legalmente vendió por sectores: (El Cercado 350 has., Pedregal, Las Lomas 240 has., La Chancadora 200 has., El Palomar, El Valle 1, San Isidro 26 has., Ana Yauri 1000 has. y otros) en los años 1999 al 2002, según consta inscrito en partidas registradas en la SUNARP.

## Autoridades

### Municipales
- 2023 - 2026
  - Alcalde: Nick Alexander Aponte Quispe, Movimiento Regional (La Familia)
  - Regidores:

  1. Rosmery Luz Astete Vellugas, Movimiento Regional (La Familia)
  2. Jared Heber Delgado Rodríguez, Movimiento Regional (La Familia)
  3. Pamela Vanessa Gómez Cerrón, Movimiento Regional (La Familia)
  4. Aurelio Julio Méndez Núñez, Movimiento Regional (La Familia)
  5. José Luis Aquino Chacón, Movimiento Regional (Patria Joven)

Alcaldes anteriores:
- 2019 - 2022 Marisol Ordóñez Gutiérrez, Movimiento Regional (Patria Joven)
- 2015 - 2018 Eveling Geovanna Feliciano Ordoñez, Movimiento Regional (Patria Joven)
- 2011 - 2014 Eveling Geovanna Feliciano Ordóñez, Movimiento Regional (La Familia)
- 2007 - 2010 Cayetano Donato Rímac Ventura, Partido Político (Siempre Unidos)
- 2003 - 2006: Cayetano Donato Rímac Ventura, Alianza electoral (Unidad Nacional)
- 1999 - 2002: Máximo Ocaris Julca, Movimiento Independiente (Somos Perú)
- 1996 - 1998: Julio Hermenegildo Huamán Méndez, Partido Político (Acción Popular)
- 1993 - 1995: Julio Hermenegildo Huamán Méndez, Partido Político (Acción Popular)
- 1990 - 1992: Liborio Huamán Sánchez, Alianza (Izquierda Unida)
- 1987 - 1989: Andrés Avelino Méndez Carrillo, Alianza (Izquierda Unida)
- 1984 - 1986: Lucio Arroyo Chauca, Partido Político (Acción Popular)
- 1981 - 1983: Ignacio Méndez Chauca, Partido Político (Acción Popular)

### Policiales
- Comisaría PNP San Antonio de Chaclla: ubicado cerca a la municipalidad. 
  - Comisario: Mayor PNP.[3]

## Educación

### Instituciones educativas
- I.E. 0027 "San Antonio de Jicamarca"
- I.E. 1277 "Divino Salvador"
- I.E. 20955-22 "Unión Bellavista"
- I.E 20625 "Virgen de la Natividad"
- I.E. 20955-15 "Viñas de Media Luna"
- I.E. 20955-17 - "San Francisco de Jicamarca"
- I.E. 20955-27 "VERITATIS SPLENDOR"
- I.E. "ANTENOR ORREGO"
- I.E. "VALLE HERMOSO"

## Festividades
- Junio: San Antonio.